# Sąd

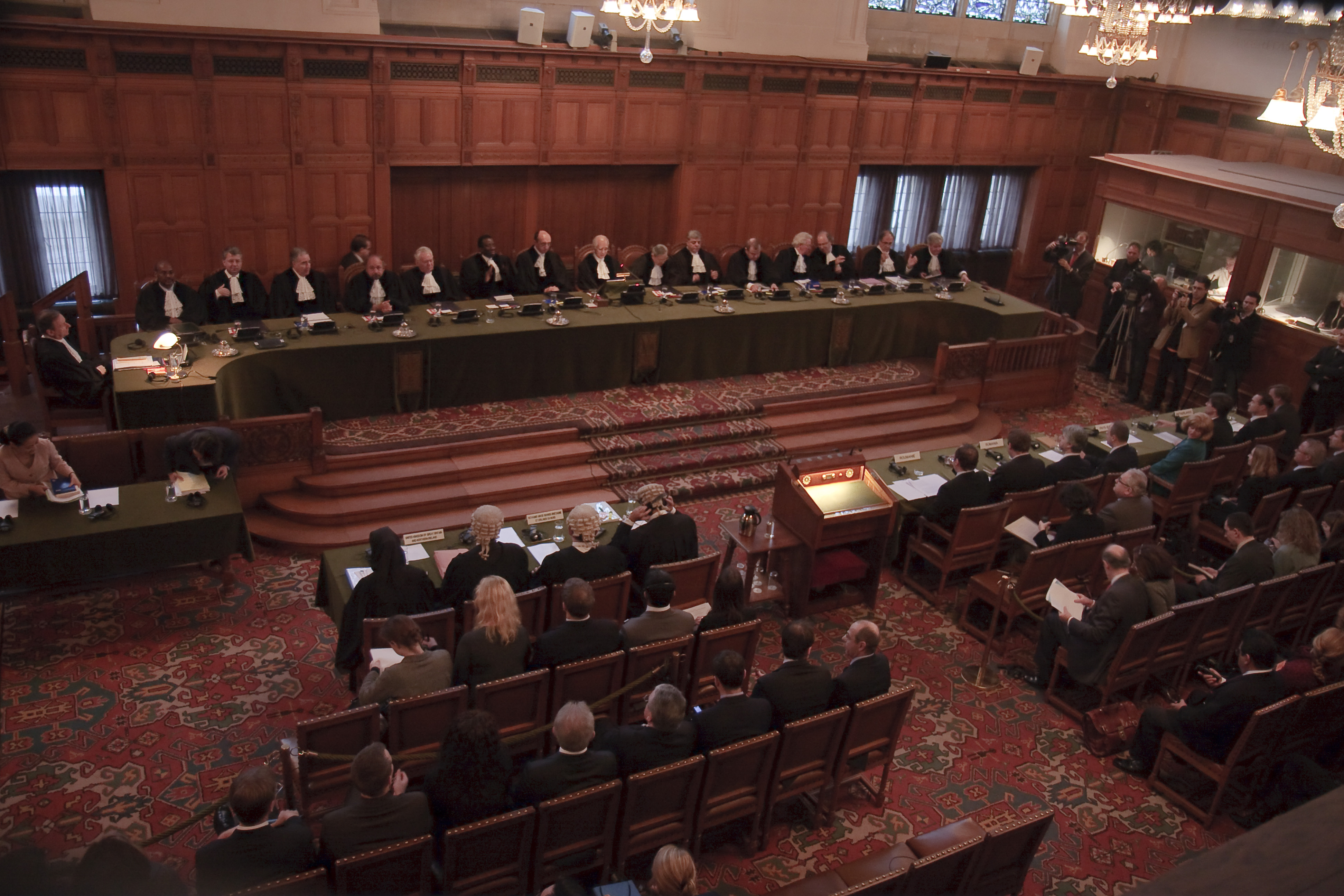
Sąd (Międzynarodowy Trybunał Sprawiedliwości)

Sąd – we współczesnych demokratycznych systemach prawnych niezawisły organ państwowy, powołany do stosowania prawa w zakresie rozstrzygania sporów między podmiotami pozostającymi w sporze, a także decydowania o przysługujących uprawnieniach oraz dokonywania innych czynności określonych w ustawach lub umowach międzynarodowych. Wyposażony jest w atrybut niezawisłości (nie podlega innym organom władzy) i funkcjonuje w szczególnej, procesowej formie.

## Historia
Historia sądów i sądownictwa łączy się bezpośrednio z historią ludzkości, gdyż ludzie od niepamiętnych czasów popadali w konflikty ze sobą i próbowali je na różne sposoby rozwiązywać. Najprostszym sposobem rozwiązywania konfliktów były rozwiązania siłowe jak wojny czy zabójstwa niewygodnych członków społeczności. Z czasem, w miarę rozwoju myśli ludzkiej tego typu rozwiązania zostały zepchnięte na bok, a w ich miejsce pojawiły się próby rozwiązywania konfliktów na drodze pokojowej. Początkowo takie spory rozwiązywały osoby posiadające szczególne cechy (przede wszystkim doświadczenie życiowe), jednak z biegiem czasu funkcje te przejęły wyspecjalizowane organy państwowe.

### Wspólnoty plemienne
W zależności od tradycji rodowych oraz rodzaju plemienia władzę sprawował wódz (dux lub rex) albo rada starszych. Osoby te posiadały pełnię władzy i jednym z atrybutów tej władzy była właśnie władza sądownicza.

#### Starożytna Grecja
W Sparcie władzę sądowniczą sprawował król. Z czasem, ograniczając królom spartańskim władzę (w czasach świetności Sparty było zawsze równocześnie dwóch królów, ale pełnili oni jedynie funkcje religijno-kapłańskie) ich funkcje sądownicze przejęła geruzja i eforowie. Sprawy cywilne (w dzisiejszym rozumieniu) rozpatrywali eforowie, a sprawy karne – geruzja i eforowie łącznie.
W początkowym okresie Ateny, podobnie jak Sparta były monarchią. W okresie tym władzę sądowniczą sprawował król. Z czasem arystokracja przejęła władzę sądowniczą od króla na rzecz, znajdujących się w jej rękach najwyższych urzędników – archontów. Powstał Areopag, organ, który składał się z byłych archontów i orzekał w sprawach o najcięższe zbrodnie np. umyślne zabójstwo. Sąd Efetów w składzie 51 sędziów orzekał w sprawach zabójstw. Zgromadzenie Ludowe, było właściwe w sprawach o przestępstwa przeciwko państwu. Sąd jedenastu (hendeka), właściwy ds. rozbójników, nocnych złodziei, świętokradców itp. Sąd Czterdziestu (tetrakonta) właściwy w sprawach drobnych oraz Sąd Heliastów, wprowadzony przez Solona o powszechnym charakterze, złożony z 6000 członków losowanych spośród obywateli ateńskich o dobrej opinii, którzy ukończyli 30 lat.

#### Rzym
W starożytnym Rzymie rozróżnić należy trzy okresy: monarchii, republiki i cesarstwa.
W okresie monarchii władzę sądowniczą sprawowali królowie.
W okresie republiki władzę sądowniczą (iurisdictio) sprawował konsul. Z racji tego, że konsulowie w Rzymie kierowali całym państwem w roku 367 p.n.e., by odciążyć urząd konsularny powołano urząd pretora. Pretorzy czuwali nad prawidłowym przebiegiem procesu sądowego i udzielali ochrony pozaprocesowej (np. udzielali opiekunów osobom ułomnym). Same rozstrzygnięcia zapadały przed sędziami (iudex / arbiter), którymi były osoby wybierane przez strony. W drobnych sprawach podczas targowisk spory rozstrzygali edyle kurulni.
W okresie cesarstwa następowało systematyczne odbieranie władzy sądowniczej pretorom na rzecz innych urzędników podporządkowanych hierarchicznie cesarzowi. Magistratury reprezentowały bowiem autorytet cesarza i mogły egzekwować werdykt przymusem państwowym. Dodatkowo każda sprawa mogła trafić do urzędnika wyższego stopniem drogą apelacji, a nawet do cesarza.
Nie można przecenić roli procesu rzymskiego w kształtowaniu prawa w Europie. Sądy, jakie znamy, pochodzą w prostej linii od organizacji sądownictwa w starożytnym Rzymie. Podstawą naszego postępowania sądowego jest bowiem proces rzymski, a wygląd sal rozpraw polskich sądów przejęty jest wprost od rzymskich pretorów urzędujących na forum.

#### Średniowiecze
Z racji tego, że najczęstszą formą rządów w średniowieczu była monarchia, władza sądownicza skupiała się właśnie w rękach monarchy. Władcy czasem przekazywali część swoich kompetencji sądowniczych urzędnikom (np. w Polsce takimi urzędnikami byli kasztelanowie).
Cechą charakterystyczną średniowiecza było to, iż odrębne stany miały odrębne sądownictwo.
W miarę wzrostu ilości spraw następowało dalsze przekazywanie kompetencji na rzecz „typowych” organów sądowniczych – sądów. W Polsce były to przede wszystkim: sądy ziemskie, grodzkie i podkomorskie. Nadal jednak najwyższym sędzią pozostał król.

#### Nowożytność

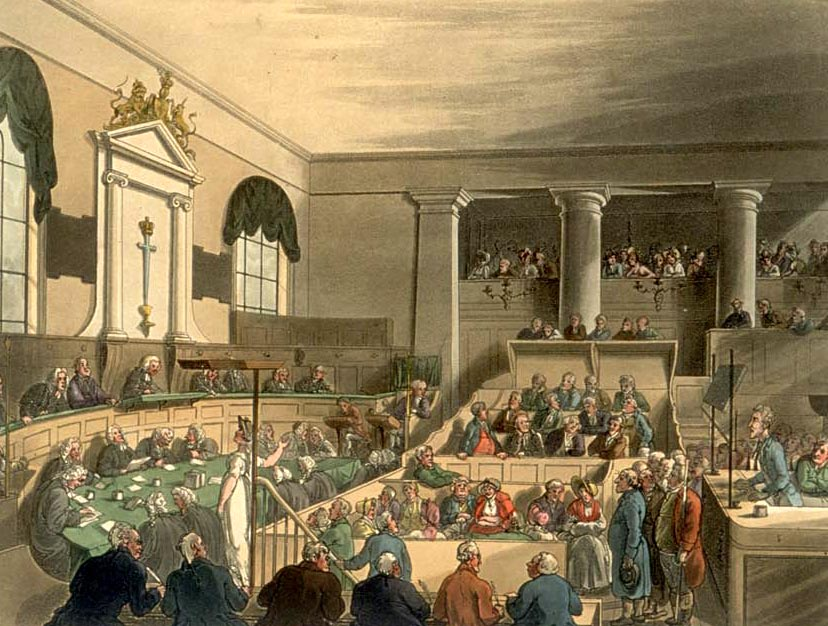
Wnętrze sądu (Old Bailey) w Londynie, XIX wiek

W czasach nowożytnych następowało stopniowe ograniczanie roli monarchów w sprawowaniu władzy sądowniczej na rzecz organów samodzielnych, niepodlegających władzy monarszej. W Polsce takim organem był Trybunał Koronny, a w Anglii np. Izba Lordów (dla określonych rodzajów spraw).
W zasadniczej części sądownictwo ukształtowane w czasach nowożytnych (przede wszystkim w XVIII w.) nie ulegało już zmianom. Zlikwidowano oczywiście sądy stanowe, ale pozostawiono w zasadzie rozdział władzy sądowniczej od innych rodzajów władz (podział władz). W miarę rozwoju świadomości obywatelskiej powstawały jednak sądy chroniące jednostki przed nadużyciami władzy (sądownictwo administracyjne) czy też sądy konstytucyjne (sądownictwo konstytucyjne).

## Sala sądowa w Polsce

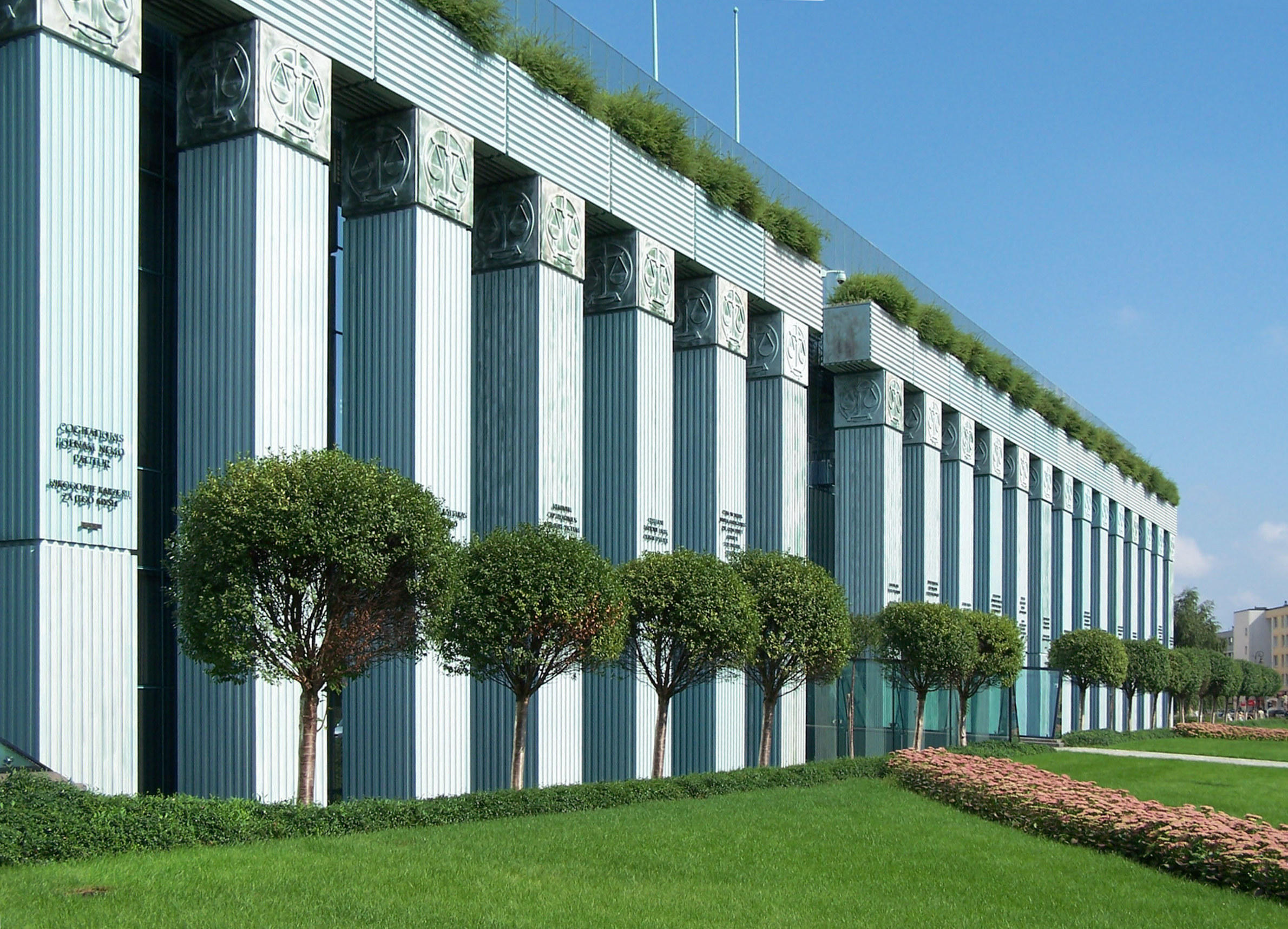
Kompleks Urbanistyczny Wymiaru Sprawiedliwości (gmach Sądu Najwyższego) w Warszawie

Sala sądowa w polskich sądach (a także w innych państwach na kontynencie) pochodzi wprost od forum rzymskiego. Na forum tym bowiem, przy specjalnym stole i na specjalnym krześle (krzesło kurulne) urzędował pretor ubrany w togę.
Nawiązując do tego wzoru, stół sędziowski dużych rozmiarów znajduje się na podwyższeniu, a za nim znajdują się krzesła sędziowskie. Nad stołem sędziowskim wisi godło państwowe, które ma reprezentować majestat Rzeczypospolitej. Patrząc od godła, z lewej strony stołu sędziowskiego swoje miejsce ma protokolant. Natomiast patrząc w głąb sali, po prawej stronie sędziów znajduje się ława tego, który żąda ochrony prawnej lub o coś wnosi (oskarżyciel, którym nie zawsze musi być prokurator, a także powód czy wnioskodawca), po lewej zaś ława tych, przeciwko którym ma zostać ochrona przydzielona – „broniących się” (oskarżonych czy pozwanych). Ta ostatnia w procesach karnych zwana jest potocznie ławą oskarżonych. Przed stołem sędziowskim, między ławami stron, znajduje się pulpit, przed którym zeznają świadkowie. W sali sądowej znajdują się także miejsca dla publiczności.

## Przykłady organizacji sądów
Kontynentalny system prawny ukształtował się na bazie tradycji i kultury Cesarstwa Rzymskiego. Wyodrębnił się z niego system common law. Rozdział systemów nastąpił wskutek reform wprowadzonych przez Wilhelma Zdobywcę po dokonanym w XI w. najeździe na Anglię. Z czasem system anglosaski rozpowszechnił się wraz ze zdobywaniem przez Anglię kolejnych kolonii i jest spotykany w dzisiejszych państwach postkolonialnych (Australia, Nowa Zelandia, większość stanów USA). Charakterystyczne różnice między systemami wywodzą się z tradycji. Prawo w systemie prawa stanowionego opiera się na ustawach, a rolą sądownictwa jest wyłącznie ich stosowanie. Obecnie w systemie anglosaskim również wzrasta rola prawa pisanego, lecz wiele instytucji oraz gałęzi prawa opiera się nadal na uznanych orzeczeniach sądów – precedensach. Poniżej przedstawiono organizację sądów na kontynencie (Polska i Niemcy) oraz w systemie common law (Stany Zjednoczone).

### Sądykontynentalne

#### Polska

##### Podział podmiotowy
Zgodnie z art. 175 Konstytucji RP, wymiar sprawiedliwości w RP sprawują:
- Sąd Najwyższy
- sądy powszechne
- sądy wojskowe
- sądy administracyjne.

##### Podział przedmiotowy
Sądy powszechne w Polsce dzielą się na wydziały, którym zawsze przypisana jest pewna kategoria spraw. Nieraz, gdy jest duży wpływ spraw danego rodzaju, tworzy się kilka wydziałów dla tej kategorii spraw – przykładowo dwa albo trzy wydziały karne. Może też tak się zdarzyć, że w sądach wyższego rzędu jest przykładowo jeden wydział cywilny I instancji i drugi wydział cywilny, ale odwoławczy.
Następujące wydziały tworzy się w sądach:
| W sądach apelacyjnych: | - wydział cywilny (sąd cywilny II instancji dla sądów okręgowych) - wydział karny (sąd karny II instancji dla sądów okręgowych) - wydział pracy i ubezpieczeń społecznych (sąd pracy i ubezpieczeń społecznych II instancji dla sądów okręgowych) |
| W sądach okręgowych:   | - wydział cywilny (sąd cywilny I instancji i sąd cywilny, rodzinny, opiekuńczy, sąd dla nieletnich II instancji dla sądów rejonowych) - wydział karny (sąd karny I instancji i sąd karny oraz czasami sąd dla nieletnich II instancji dla sądów rejonowych) - wydział penitencjarny i nadzoru nad wykonywaniem orzeczeń penitencjarnych (sąd penitencjarny) - wydział pracy (sąd pracy) i wydział ubezpieczeń społecznych (sąd ubezpieczeń społecznych) albo wydział pracy i ubezpieczeń społecznych - wydział gospodarczy (sąd gospodarczy) - sąd ochrony konkurencji i konsumentów (w Sądzie Okręgowym w Warszawie) - odrębna jednostka rejestrowa (w Sądzie Okręgowym w Warszawie – m.in. dla partii politycznych) - sąd wspólnotowych znaków towarowych i wzorów przemysłowych (w sądzie Okręgowym w Warszawie) - wydział kontroli danych telekomunikacyjnych, pocztowych i internetowych |
| W sądach rejonowych:   | - wydział cywilny (sąd cywilny I instancji) - wydział karny (sąd karny I instancji) - wydział rodzinny i nieletnich (sąd rodzinny, opiekuńczy, dla nieletnich I instancji) - wydział pracy (sąd pracy I instancji) albo wydział pracy i ubezpieczeń społecznych (sąd pracy i ubezpieczeń społecznych I instancji) - wydział ksiąg wieczystych (sąd wieczystoksięgowy) - wydział gospodarczy (w mieście, w którym ma siedzibę sąd okręgowy albo mieście na prawach powiatu; sąd gospodarczy I instancji), w tym wydział gospodarczy do spraw Krajowego Rejestru Sądowego (sąd rejestrowy – w miastach wojewódzkich oraz niektórych innych większych miastach) i wydział gospodarczy do spraw rejestru zastawów - wydział egzekucyjny |

##### Podział instancyjny
Sądownictwo powszechne:
- sądy rejonowe
- sądy okręgowe
- sądy apelacyjne
- Sąd Najwyższy – Izba Pracy i Ubezpieczeń Społecznych, Izba Odpowiedzialności Zawodowej, Izba Karna oraz Izba Cywilna

Sądownictwo wojskowe:
- wojskowe sądy garnizonowe
- wojskowe sądy okręgowe
- Sąd Najwyższy – Izba Karna

Sądownictwo administracyjne:
- wojewódzkie sądy administracyjne
- Naczelny Sąd Administracyjny

#### Republika Federalna Niemiec
W Niemczech obok sądownictwa powszechnego istnieje kilka rodzajów sądownictwa szczególnego, ale, co jest podyktowane doświadczeniami historycznymi (okres III Rzeszy), brak sądownictwa wojskowego.
- sądownictwo powszechne (Ordentliche Gerichtsbarkeit)
  - Amtsgericht (sąd rejonowy)
  - Landgericht (sąd krajowy)
  - Oberlandesgericht (wyższy sąd krajowy)
  - Bundesgerichtshof – Federalny Sąd Najwyższy
- sądownictwo pracy (Arbeitsgerichtsbarkeit)
  - Arbeitsgericht (sąd pracy)
  - Landesarbeitsgericht (krajowy sąd pracy)
  - Federalny Sąd Pracy (Bundesarbeitsgericht)
- sądownictwo administracyjne (Verwaltungsgerichtsbarkeit)
  - Verwaltungsgericht (sąd administracyjny)
  - Oberverwaltungsgericht (wyższy sąd administracyjny)
  - Bundesverwaltungsgericht – Federalny Sąd Administracyjny
- sądownictwo finansowe (Finanzgerichtsbarkeit)
  - Finanzgericht (sąd finansowy)
  - Bundesfinanzhof – Federalny Sąd Finansowy
- sądownictwo do spraw socjalnych (Sozialgerichtsbarkeit)
  - Sozialgericht (sąd do spraw socjalnych)
  - Landessozialgericht (krajowy sąd do spraw socjalnych)
  - Bundessozialgericht – Federalny Sąd Do Spraw Socjalnych
- Federalny Trybunał Konstytucyjny (Bundesverfassungsgericht)

### Sądy w państwachcommon law

#### Stany Zjednoczone
W Stanach Zjednoczonych istnieje podział na dwie niezależne od siebie struktury sądów: sądy federalne i sądy stanowe. Sądownictwo stanowe rozstrzyga sprawy nie zastrzeżone dla sądów federalnych. Sądy federalne w Stanach Zjednoczonych orzekają w sprawach opartych na prawie federalnym. Należą do nich: Sąd Najwyższy Stanów Zjednoczonych, 13 sądów apelacyjnych (U.S. Court of Appeal), oraz 94 sądy obwodowe (District Court).

## Sądy Unii Europejskiej
- Trybunał Sprawiedliwości Unii Europejskiej
- Sąd

## Sądy międzynarodowe
- Międzynarodowy Trybunał Wojskowy w Norymberdze
- Międzynarodowy Trybunał Wojskowy dla Dalekiego Wschodu (Trybunał Tokijski albo Wojskowy Trybunał Tokijski)
- Międzynarodowy Trybunał Karny dla Rwandy
- Międzynarodowy Trybunał Karny dla byłej Jugosławii
- Trybunał Specjalny dla Sierra Leone
- Międzynarodowy Trybunał Karny
- Międzynarodowy Trybunał Sprawiedliwości
- Europejski Trybunał Praw Człowieka